# Sperchonopsis ecphyma
Sperchonopsis ecphyma är en kvalsterart som beskrevs av N. Prasad och Cook 1972. Sperchonopsis ecphyma ingår i släktet Sperchonopsis och familjen Sperchonidae. Inga underarter finns listade i Catalogue of Life.